# Round Lake (Wisconsin)
Round Lake es un pueblo ubicado en el condado de Sawyer en el estado estadounidense de Wisconsin. En el Censo de 2010 tenía una población de 977 habitantes y una densidad poblacional de 3,19 personas por km².

## Geografía
Round Lake se encuentra ubicado en las coordenadas 46°2′47″N 91°6′55″O / 46.04639, -91.11528. Según la Oficina del Censo de los Estados Unidos, Round Lake tiene una superficie total de 306.12 km², de la cual 283.1 km² corresponden a tierra firme y (7.52%) 23.02 km² es agua.

## Demografía
Según el censo de 2010, había 977 personas residiendo en Round Lake. La densidad de población era de 3,19 hab./km². De los 977 habitantes, Round Lake estaba compuesto por el 95.8% blancos, el 0% eran afroamericanos, el 1.84% eran amerindios, el 0% eran asiáticos, el 0% eran isleños del Pacífico, el 0.2% eran de otras razas y el 2.15% pertenecían a dos o más razas. Del total de la población el 0.82% eran hispanos o latinos de cualquier raza.